# ليندا غراتون
ليندا غراتون (بالإنجليزية: Lynda Gratton)‏ هي عالمة نفس بريطانية، ولدت في 1953 في ليفربول في المملكة المتحدة.